# Aquarius Reef Base
Pour les articles homonymes, voir Aquarius.
L'Aquarius Reef Base est une base sous-marine située à 9 kilomètres au large de Key Largo dans le sanctuaire marin national des Keys de Floride. La base a été construite en 1986 et est gérée par l'Université internationale de Floride.